# Arvid Berghmans heraldiska pris
Arvid Berghmans heraldiska pris är ett pris för insatser inom heraldiken. Det delas ut Arvid Berghmans heraldiska stiftelse vid Kungliga biblioteket.
Priset instiftades den 15 september 1971 som Prix Arvid Berghman på initiativ av Adam Heymowski till minne av heraldikern Arvid Berghman. Mellan 1972 och 1994 delades det ut i samband med de internationella heraldiska kongresserna ordnade av Académie Internationale d’Héraldique "för ett vetenskapligt verk om borgerlig eller kommunal heraldik".
2011 återupplivades priset som Arvid Berghmans heraldiska pris med en ny inriktning att belöna "person från något av de nordiska länderna eller Baltikum för framstående insatser inom både vetenskaplig och konstnärlig heraldisk verksamhet". Sedan 2021 delas priset ut i samarbete med Societas Heraldica Scandinavica och överlämnas i samband med de nordiska heraldiska konferenserna.

## Mottagare

### 1972–1994[2]
- 1972: Klemens Sandler för Deutsche Wappen
- 1974: Oliver Clottu för sina samlade verk
- 1976: Finlands kommunförbund för Suomen kun-nallis vaakunat
- 1980: Ernö Tompos
- 1982: Landesverband für Heimatpflegen in Südtirol för Die Wappen der Gemeinden Südtirols
- 1984: Sven Tito Achen för Danske kommunevåbener
- 1986: Le Conseil général du Vaucluse för Armorial des communes du Vaucluse
- 1988: Harald Huber för sina samlade verk
- 1989: Herbert E. Baumert för Die Wappen der Städte und Märkte Oberösterreichs
- 1992: Hans Cappelen och Knut Johannessen för Norske kommune våpen
- 1994: Jean-Claude Louthch för l’Armorial communal du Luxembourg

### 2011–
- 2012: Steen Clemmensen för Ordinary  of   medieval  armorials[5]
- 2014: Allan Tønnesen för Magtens besegling : Enevoldsarveregeringsakterne af 1661 og 1662[6]
- 2016: Kimmo Kara för "ett livsverk inom finsk heraldik och utveckling av blasonering på finska" samt Vaakunaselitys[3]
- 2022: Nils Bartholdy för "en förtjänstfull forskningsinsats av synnerlig betydelse för nordisk heraldik", samt Magnus Bäckmark för "forskning och spridande av kunskap om svenska Riddarhusets vapensköldar"[4]